# Blockly
Blockly, en ciències de la computació, és una biblioteca (programari) de JavaScript del costat del client amb l'objectiu de crear llenguatges de programació de blocs visuals. Blockly és de codi obert i sota la llicencia Apache 2.0. Normalment s'executa en un navegagor d'internet i visualment semblant a l'entorn de programació Scratch.

## Característiques
- L'interfície d'usuari consisteix en un editor visual amb una caixa d'eines que conté els blocs disponibles, i un espai de treball on l'usuari pot arrossegar i reagrupar els blocs.
- Aquest editor es pot adaptar a les necessitats del desenvolupador. Axí es poden crear nous blocs.
- El nous blocs requereixen una definició de bloc i un generador de bloc. Definicions i generadors es poden codificar en JavaScript i a partir d'altres blocs.
- No es basa en Flash sinó en SVG (Scalable Vector Graphics).
- Suporta la majoria de navegadors : Chrome, Firefox, Safari, Opera, IE.
- Suporta Android i iOS.
- Llenguatge dèbilment tipat que pot generar codi en JavaScript, Python, PHP o Dart.

## Aplicacions
Porojectes més importants que empren Blockly :
- Blockly Games : conjunt de jocs educatius a base de blocs.
- App inventor del MIT: creador d'aplicacions per Android.
- Code.org: organització per a pedagogia de la programació.
- CodeZ : entorn de programació en línia que urilitza LEGO Mindstorms EV3.